# 𐞦
Cette page contient des caractères spéciaux ou non latins. S’ils s’affichent mal (▯, ?, etc.), consultez la page d’aide Unicode.
𐞦, appelée r prolongé culbuté en exposant, r prolongé culbuté supérieur ou lettre modificative r prolongé culbuté, est un symbole utilisé dans certaines transcriptions basées sur l’alphabet phonétique international. Il est formé de la lettre r prolongé culbuté mise en exposant.

## Utilisation
Dans certaines transcriptions utilisant l’alphabet phonétique international (API), ‹ 𐞦 › peut être utilisé pour indiquer l’articulation battue latérale alvéolaire.

## Représentations informatiques
La lettre modificative r prolongé culbuté peut être représenté avec les caractères Unicode suivants (Latin étendu – F) :
| formes       | représentations | chaînes de caractères | points de code | descriptions                                     | note                            |
| ------------ | --------------- | --------------------- | -------------- | ------------------------------------------------ | ------------------------------- |
| modificative | 𐞦               | 𐞦                     | U+107A6        | lettre modificative minuscule r prolongé culbuté | codé pour le symbole phonétique |